# Piper piresii
Piper piresii är en pepparväxtart som beskrevs av Truman George Yuncker. Piper piresii ingår i släktet Piper och familjen pepparväxter. Inga underarter finns listade i Catalogue of Life.